# 1183
Évszázadok: 11. század – 12. század – 13. század
Évtizedek: 1130-as évek – 1140-es évek – 1150-es évek – 1160-as évek – 1170-es évek – 1180-as évek – 1190-es évek – 1200-as évek – 1210-es évek – 1220-as évek – 1230-as évek
Évek: 1178 – 1179 – 1180 – 1181 –  1182 – 1183 – 1184 – 1185 – 1186 – 1187 – 1188

## Események
- III. Béla serege elfoglalja Nist és Szófiát.[1]
- III. Béla adománylevelet ad franciaországi ciszter szerzeteseknek, hogy hozzák létre a szentgotthárdi apátságot
- Barbarossa Frigyes német-római császár és a lombard városok megkötik a konstanzi békét.
- szeptember – I. Andronikoszt bizánci császárrá koronázzák (1185-ig uralkodik).

## Halálozások
- október folyamán – II. Alexiosz bizánci császár (* 1169)